# Борсуки (Мазовецьке воєводство)
Борсуки (пол. Borsuki) — село в Польщі, у гміні Сарнаки Лосицького повіту Мазовецького воєводства. Населення — 250 осіб (2011). Село лежить над річкою Бугом.

## Історія
За даними етнографічної експедиції 1869—1870 років під керівництвом Павла Чубинського, у селі проживали лише греко-католики, які розмовляли українською мовою.
У 1921 році село входило до складу гміни Головчице Костянтинівського повіту Люблінського воєводства Польської Республіки.
За офіційним переписом населення Польщі 10 вересня 1921 року в селі налічувалося 99 будинків та 471 мешканець, з них:
- 228 чоловіків та 243 жінки;
- 147 православних, 320 римо-католиків, 4 юдеї;
- 76 українців, 388 поляків, 4 євреї, 3 особи іншої національності.

Сільська дітвора до «Малих друзів» в 1942 році писала: «в селі є половина укарїнців і половина „калакутів“».
У 1975—1998 роках село належало до Білопідляського воєводства.

## Населення
Демографічна структура станом на 31 березня 2011 року:
|          | Загалом | Допрацездатний вік | Працездатний вік | Постпрацездатний вік |
| -------- | ------- | ------------------ | ---------------- | -------------------- |
| Чоловіки | 136     | 32                 | 85               | 19                   |
| Жінки    | 114     | 24                 | 56               | 34                   |
| Разом    | 250     | 56                 | 141              | 53                   |